# Rick DeMont
Pour les articles homonymes, voir Demont.
Rick DeMont (né le 21 avril 1956 à San Francisco) est un ancien nageur américain spécialiste des épreuves de demi-fond en nage libre.
Il appartenait à l'équipe américaine de natation lors des Jeux olympiques d'été de 1972 qui se déroulaient à  Munich en Allemagne. Lors de ces Jeux, il avait initialement remporté la médaille d'or sur le 400 mètres nage libre, mais le Comité international olympique (CIO) lui a retiré sa médaille d'or après que son analyse d'urine effectuée à l'issue de la course ressorte positive à l'éphédrine. Cette substance était contenue dans son médicament prescrit par ordonnance contre l'asthme. Le test positif l'a également privé d'une chance de remporter plusieurs médailles, car il n'était autorisé à nager dans aucune autre épreuve aux Jeux olympiques de 1972, y compris le 1 500 mètres nage libre pour lequel il était alors détenteur du record du monde. Avant les Jeux olympiques, DeMont avait correctement déclaré ses médicaments contre l'asthme sur ses formulaires de divulgation médicale, mais le Comité olympique américain (USOC) ne les avait pas approuvés avec le comité médical du CIO.
Il est le premier nageur à descendre sous les 4 minutes sur 400 m nage libre en 1973, lors de la première édition des Championnats du monde en grand bassin, organisés à Belgrade.

## Palmarès

### Championnats du monde
- Championnats du monde 1973 à Belgrade (Yougoslavie) :
  -  Médaille d'or du 400 m nage libre.
  -  Médaille d'argent du 1 500 m nage libre.

### Jeux panaméricains
- Jeux panaméricains de 1975 à Mexico (Mexique) :
  -  Médaille d'or au titre du relais 4 × 200 m nage libre.
  -  Médaille d'argent du 200 m nage libre.